# 阿比·魏策尔
阿比·魏策尔（英語：Abbey Weitzeil，1996年12月3日—）生于加利福尼亚州圣塔克拉利塔，是一名美国女子游泳运动员，主攻短距离自由泳。魏策尔最初跟随姐姐的脚步开始练习游泳，一开始她觉得这项运动不适合她而放弃，后来不知不觉地对于游泳产生兴趣而再次开始训练。2014年，她确认获加利福尼亚大学柏克莱分校录取，原计划2015年入学，但为了备战2016年里约奥运而推迟了入学时间。